# کیتی بریت
کِیْتی الیزابت بریت ( به انگلیسی: Katie Elizabeth Britt؛ متولد ۲ فوریه 1982) سیاستمدار، وکیل و بیزنسوومن آمریکایی و سناتور منتخب ایالات متحده از آلاباما است. او حزب جمهوری خواه برای انتخابات سنای ایالات متحده در سال ۲۰۲۲ در آلاباما بود که در این انتخابات به پیروزی رسید. او قبلاً به عنوان رئیس و مدیر عامل شورای کسب و کار آلاباما از سال ۲۰۱۸ تا ۲۰۲۱ و همچنین رئیس دفتر ریچارد شلبی سناتور ایالات متحده از سال ۲۰۱۶ تا ۲۰۱۸ فعالیت کرده‌است.

## سنین جوانی و تحصیل
بریت در جولیان و دبرا بوید در اینترپرایز، آلاباما به دنیا آمد. او در بیرون فورت راکر در شهرستان دیل، آلاباما بزرگ شد و در طول دوران جوانی خود در کسب و کار کوچک خانواده‌اش کار می‌کرد. بریت که از دبیرستان اینترپرایز فارغ‌التحصیل شده، در آنجا چیرلیدر و یکی از ۱۹ سخنران مراسم فارغ‌التحصیلی در سال ۲۰۰۰ بود. بریت در دانشگاه آلاباما ثبت نام کرد و در آنجا در رشته علوم سیاسی تحصیل کرد و به عنوان رئیس انجمن دولت دانشجویی آن انتخاب شد. او در سال ۲۰۰۴ با مدرک لیسانس علوم فارغ‌التحصیل شد و در سال ۲۰۱۳ موفق به دریافت دکترای حقوقی از دانشکده حقوق دانشگاه آلاباما شد.

## مواضع سیاسی

### سقط جنین
بریت خود را طرفدار زندگی توصیف می‌کند. اولین تبلیغ تلویزیونی او در انتخابات سنای ایالات متحده در سال ۲۰۲۲ موضع او را در مورد سقط جنین برجسته کرد و بیان کرد که زندگی از لقاح شروع می‌شود و سقط جنین دیررس را با قتل مقایسه می‌کند. در ماه مه ۲۰۲۲، اندکی قبل از دور اول انتخابات مقدماتی جمهوری خواهان، مایکل دورانت، نامزد مخالف، با استناد به قطعنامه ای که سنای دانشجویی در زمانی که او به عنوان رئیس انجمن دولت دانشجویی دانشگاه آلاباما مشغول به کار بود تصویب کرد، به موضع بریت در مورد سقط جنین حمله کرد. در این مصوبه مقرر شد که قرص‌های صبحگاهی در داروخانه مرکز بهداشت دانشگاه که قبلاً در آن زمان این قرص‌ها را تجویز می‌کرد، نگهداری شود. کمپین بریت در پاسخ اعلام کرد که بریت هرگز از این قطعنامه حمایت نکرده و به آن رای نداده‌است و او به دلیل محدودیت‌های سمتش قادر به وتوی آن نبوده. گزارش سیاسی آلاباما بر اساس مقالات The Crimson White از زمان ریاست بریت، این اظهارات را درست تشخیص داد. کمپین بریت همچنین اعلام کرد که او به عنوان سناتور از «حق مقدس زندگی دفاع خواهد کرد».

### آموزش
در ژوئیه ۲۰۲۱، بریت از پیشنهاد کی آیوی فرماندار آلاباما برای ممنوعیت تدریس نظریه نژاد انتقادی در مدارس دولتی حمایت کرد. Yellowhammer News او را «طرفدار صریح الهجه» انتخاب مدرسه نامیده‌است.

### حقوق اسلحه
پس از تصویب قانون محافظت از کودکان ما در ژوئن ۲۰۲۲، بریت به 1819 News گفت که معتقد است قوانین پرچم قرمز «دروازه ای برای به پیش بردن یک دستور کار خلع سلاح است». او مخالف قوانین اسلحه است که متمم دوم قانون اساسی ایالات متحده را نقض می‌کند. او متمم دوم را به عنوان «یک چک حیاتی در برابر ظلم بی‌انتهای دولت» توصیف کرده‌است.

### مراقبت‌های بهداشتی
در اوت ۲۰۲۱، بریت ستونی نوشت و خواستار بحث آزاد و اولویت یافتن سلامت روان شد. ستون بریت همچنین تمایل او را برای مبارزه با همه‌گیری مواد افیونی و میزان خودکشی در ایالات متحده ابراز کرد. در ماه مه ۲۰۲۲، بریت «دسترسی مقرون به صرفه به مراقبت‌ها و منابع بهداشت روانی باکیفیت» را به‌عنوان یک «جزء اصلی» پلتفرم سیاست‌گذاری کمپین سنای ایالات متحده خود توصیف کرد. او از تلاش‌ها برای از بین بردن انگ زدن به بیماری روانی حمایت می‌کند.

### مهاجرت
بریت از کاهش مهاجرت قانونی «به سطح معقول» و اولویت دادن به مهارت‌ها و شایستگی‌ها بر رابطه‌های خانوادگی حمایت می‌کند. او اعلام کرده‌است که قوانینی را برای اصلاح تابعیت بر اساس حق تولد ارائه خواهد کرد، تا فقط به افرادی که به‌طور قانونی در ایالات متحده هستند اعمال می‌شود. او همچنین از قانون ریز که برای اولین بار توسط سناتور تام کاتن معرفی شد، حمایت کرده و متعهد شده از آن حمایت کند.

## زندگی شخصی
کیتی بریت با وسلی بریت، بازیکن سابق NFL ازدواج کرده‌است. آنها در مونتگومری آلاباما زندگی می‌کنند و دو فرزند دارند.